# Sytuacja prawna i społeczna osób LGBT w Rosji

Tęczowa flaga – symbol społeczności LGBT

Tęczowa flaga w kształcie Rosji

## Prawo wobec kontaktów homoseksualnych
Kontakty homoseksualne zostały zalegalizowane w Rosji w 1994 roku. W tym samym roku wszystkie republiki wchodzące w skład Federacji Rosyjskiej (z wyjątkiem Czeczenii) zniosły karalność aktów homoseksualnych. Jednak wiek osób legalnie dopuszczających się kontaktów homo- i heteroseksualnych zrównano ze sobą dopiero w 1997 roku, wynosi on 16 lat. Geje są wykluczeni ze służby wojskowej z powodu swojej orientacji seksualnej.
Niektóre partie polityczne, takie jak: liberałowie, oraz inne, popierają prawa gejów i lesbijek. Partie prawicowe, a w szczególności Narodowo-Patriotyczny Sojusz – „Rodina”, są im zdecydowanie przeciwne.
Partia „Rodina” już kilkakrotnie próbowała przywrócić karalność kontaktów homoseksualnych w kraju. Wszystkie projekty ustaw (2002, 2003 – również w armii, oraz w 2004 roku) zostały już na początku procesu legislacyjnego odrzucone, uznano je bowiem za niezgodne z konstytucją. Jednym z argumentów, podawanych przez pomysłodawców projektu, była troska o niski przyrost naturalny w kraju. Dlatego zakładał on wprowadzenie karalności homoseksualizmu, w szczególności kobiet i w mniejszym stopniu mężczyzn. Inny projekt, tym razem ograniczający prawo osób homoseksualnych do manifestowania, został odrzucony w 2005 roku. Za jego uchwaleniem głosowało jedynie 94 spośród 450 rosyjskich deputowanych.

### Czeczenia
Czeczenia pozostaje jedyną republiką w Federacji Rosyjskiej, w której według własnego prawa, akty homoseksualne są zabronione i grozi za nie kara śmierci. Czeczeński kodeks karny z 1996 roku jest oparty na prawie islamskim – szariacie. Zgodnie z art. 148 kodeksu karnego za homoseksualizm grozi chłosta, a nawet śmierć. Formalnie jednak czeczeński kodeks karny z 1996 roku nie ma mocy prawnej, ponieważ obowiązuje tu prawo rosyjskie. Praktycznie jednak powszechne są wspierane przez władze prześladowania osób LGBT polegające na porwaniach, torturach i zabójstwach.

## Ochrona prawna przed dyskryminacją

### Ogólnokrajowa
Rosyjskie prawo nie gwarantuje żadnego zakazu dyskryminacji przez wzgląd na orientację seksualną.
W 2005 roku sąd orzekł, że homoseksualizm nie jest chorobą, więc nie można odmawiać osobie podjęcia pracy z powodu orientacji seksualnej.

### Azyl
Rosyjskie przepisy prawne nie przyznają prawa do ubiegania się o azyl polityczny z powodu prześladowań przez wzgląd na orientację seksualną we własnym kraju. Były jednak przypadki, kiedy osoby homoseksualne pochodzenia rosyjskiego uzyskiwały azyl za granicą.

## Uznanie związków osób tej samej płci

### Ogólnokrajowe
W rosyjskim ustawodawstwie nie istnieje żadna prawna forma uznania związków jednopłciowych.
Lokalne organizacje homoseksualne postulowały uchwalenie ustawy wprowadzającej związki par homoseksualnych. Komisja rodziny poprosiła o przygotowanie odpowiedniego projektu ustawy, kopii podobnego prawodawstwa innych państw.
W 2005 roku dwaj rosyjscy aktywiści ruchu gejowskiego – deputowany i dziennikarz – próbowali zawrzeć związek małżeński w urzędzie stanu cywilnego w Moskwie, gdzie ich prośbę odrzucono. Szefowa urzędu, Irina Murawjowa, wyjaśniła, że zgodnie z Kodeksem Rodzinnym Federacji Rosyjskiej, „w związek małżeński za obopólną zgodą mogą wstąpić mężczyzna i kobieta”. Sprawa ta trafiła do sądu, a niedoszli małżonkowie przegrali.
W 2003 roku pierwsza para homoseksualna w Rosji wzięła ślub kościelny w obrządku prawosławnym. Został on pobłogosławiony przez jednego z prawosławnych duchownych, po czym duchowny ten został ekskomunikowany, a ślub został uznany za nieważny.

## Prawa osób transpłciowych
31 maja 2023 Duma Państwowa Rosji podjęła decyzję o zakazie zmiany płci. Ustawa ta weszła w życie z dniem 24 lipca 2023.

## Życie osóbLGBTw kraju
Rosjanie należą do społeczeństw nietolerancyjnych wobec osób homoseksualnych. Zdarzają się przypadki prześladowań osób homoseksualnych przez policję (okazyjnie nawet tortury), a także przez skrajnie prawicowe gangi młodzieży. Każdego roku w Rosji ofiarami rasistowskich zbrodni nienawiści pada ok. 50 osób, głównie geje, lesbijki i cudzoziemcy. Każdego roku gwałtownie wzrasta również liczba pobić czy napadów na wyżej wymienioną grupę. Pomimo to, nastawienie zwykłych Rosjan do mniejszości seksualnych zdecydowanie zmienia się na pozytywne.
Małżeństwa homoseksualne popiera 14% Rosjan, a przeciw nim jest 59% obywateli kraju.
W Rosji istnieje średniej wielkości scena gejowska. Jej centrum są Moskwa i Petersburg. Miasta te dysponują kilkoma lokalami (puby, bary, dyskoteki, sauny, hotele, restauracje itp.) gejowskimi czy też przyjaznymi gejom, tzw. gay-friendly. Poza tymi dwoma miastami osoby homoseksualne żyją w podziemiu i są niewidoczni.
Wydawane są tam publikacje, działa kilka organizacji zajmujących się walką o prawa społeczności LGBT. Do tej pory w Rosji nie odbywały się żadne manifestacje środowisk homoseksualnych. Pierwszą publiczną manifestacją (której uczestnikami byli przedstawiciele LGBT), zorganizowaną w Moskwie, był hołd złożony zmarłemu papieżowi Janowi Pawłowi II. Ulicami Moskwy przeszło wtedy 1000 manifestantów. Pochód był pozbawiony jakichkolwiek symboli homoseksualnych (transparenty czy tęczowe flagi). Ponownie w grudniu 2005 roku kilkadziesiąt osób (głównie aktywistów homoseksualnych) wzięło udział w manifestacji wraz z partiami i organizacjami prodemokratycznymi – tym razem po raz pierwszy w pochodzie niesiono tęczowe flagi. Marsz został zorganizowany przeciwko rosnącej popularności skrajnej prawicy. Prawdziwa parada mniejszości seksualnych (gay pride parade) zapowiedziana została na marzec 2006 roku, jednak mer Moskwy powiedział, że nie dopuści do jej przemarszu. Podczas próby jej organizacji, aresztowano 70 osób – 50 gejów i lesbijek oraz 20 przedstawicieli skrajnych organizacji religijnych i nacjonalistów.
W styczniu 2007 roku mer Moskwy Jurij Łużkow określił parady równości jako „sataniczne” i zapowiedział, że tak jak w 2006 roku, zakaże przeprowadzenia takiej parady w stolicy kraju w 2007. Do parady i tak doszło – około 100 gejów i lesbijek wyszło na ulicę Moskwy. Chcieli oni wręczyć list z protestem wobec zakazu parady merowi Moskwy. Policja usiłowała doprowadzić do rozejścia się marszu i z celowym opóźnieniem reagowała na ataki wobec manifestantów. Manifestacja została zaatakowana przez przedstawicieli młodzieżowych narodowych prawosławnych organizacji i kozaków. Manifestantów wspierała grupa deputowanych do Parlamentu Europejskiego oraz parlamentów Włoch, Niemiec i Austrii, która wysłała do mera Moskwy list otwarty z apelem o wydanie zgody na manifestację. Na manifestacji pojawił się także rosyjski zespół muzyczny t.A.T.u. Uczestnicy parady zostali zaatakowani i obrzuceni jajkami.
W 2007 roku władze Sankt Petersburga również odmówiły zgody na przeprowadzenie w nim parady gejowskiej, tłumacząc, że w tym samym czasie i miejscu mają się odbyć imprezy związane z Dniem Miasta.
W lutym 2007 roku niezależny deputowany rosyjskiej Dumy Nikołaj Kurianowicz skierował pod obrady ustawę, która miałaby wprowadzać karę co najmniej pięciu lat więzienia za kontakty homoseksualne. Swój dyskryminujący projekt poseł motywował obawami o przyrost naturalny Rosji.
Stanowisko Cerkwi prawosławnej wobec homoseksualizmu jest zdecydowanie krytyczne. Powołując się na ojców Kościoła uważa ona homoseksualizm za grzech sodomski – przejaw upadku grzesznej natury człowieka, natomiast osoby homoseksualne uważają za ludzi chorych na wstydliwą chorobę. Rosyjski Kościół Prawosławny uważa, że homoseksualizm jest zagrożeniem dla cywilizacji. W 2006 roku patriarcha Moskwy i całej Rusi, Aleksy II, skrytykował niektóre Kościoły protestanckie za dopuszczanie do wyświęcania kobiet i homoseksualnych mężczyzn oraz błogosławienie par jednopłciowych.
W Rosji od 2004 roku powstaje pierwsza gejowsko-lesbijska farma, zlokalizowana na terenie nieczynnego sowchozu. Organizator pomysłu tłumaczy, że w ten sposób homoseksualni Rosjanie chcą zwrócić uwagę świata na dyskryminację mniejszości seksualnych w Rosji.